# 阿耳法和敖默加

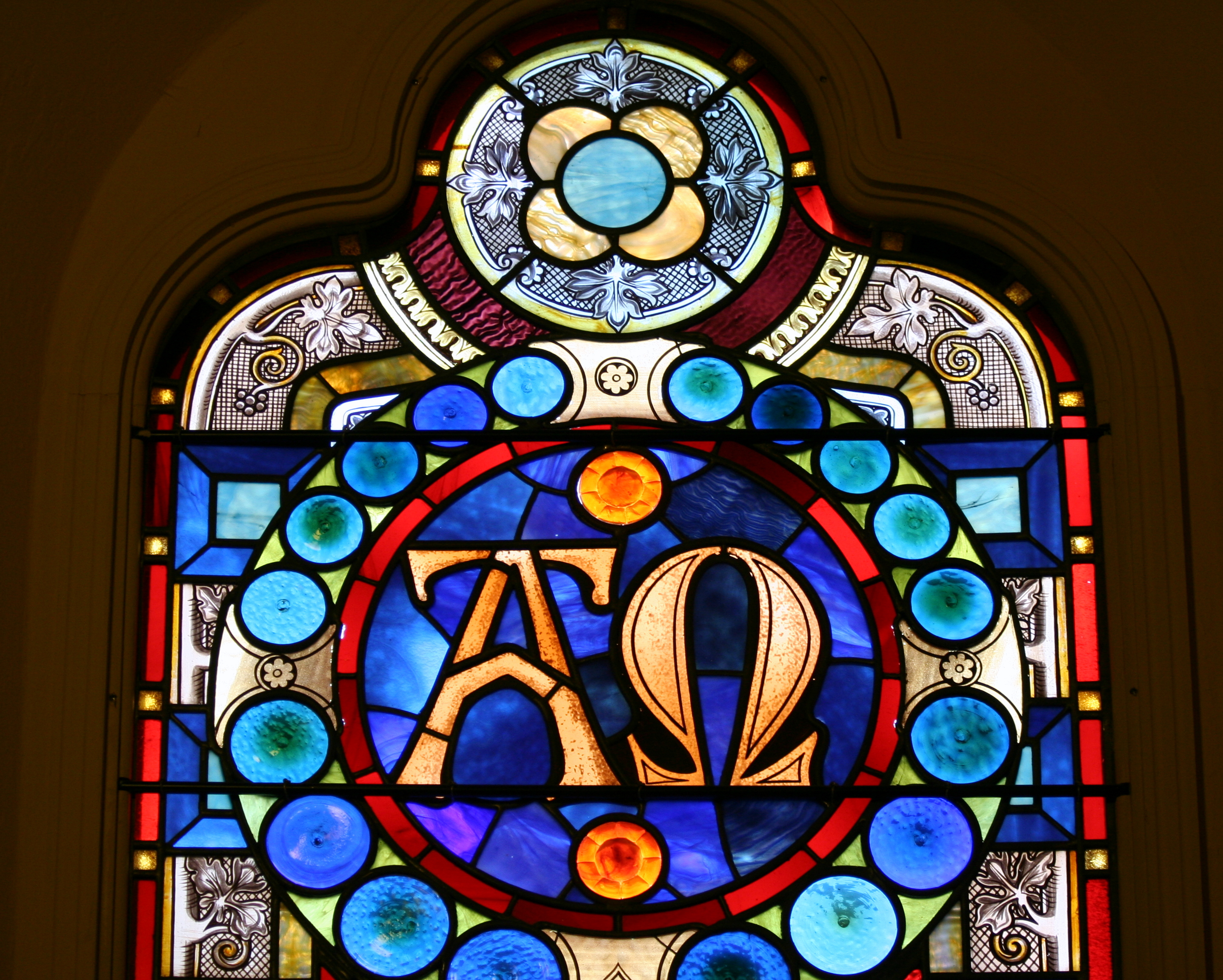
彩色玻璃上的ΑΩ

阿爾法和歐米茄（英語：Alpha and Omega，和合本譯為阿拉法和俄梅戛），是基督宗教的一個符號象徵，由希臘字母的首字 alpha (α或Α)與尾字omega (ω或Ω)組成，典出新約聖經默示錄（啟示錄）。在該書中天使以希臘文的首字與尾字來自承為一切受造物的起始與終末。    

## 典故
在新約聖經的最後一卷《啟示錄》中，天使分別在第一章與第廿二章以阿耳法和敖默加自稱，藉此說明自己既是受造物的開頭也是一切的終末。
「我是『阿耳法』和『敖默加』」，那今在、昔在及將來永在的全能者上主天主這樣說。 

默一 8
我是「阿耳法」和「敖默加」，最初的和最末的，元始和終末。
默廿二 13

## 用途

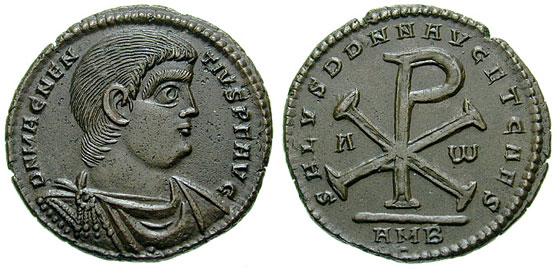
马格嫩提乌斯在位時的硬幣，於其背後有著一個凱樂符號並搭配著另一個基督教符號阿耳法和敖默加的記號。

此符號常與十字架、凱樂符號合用，現代最常出現的場合是在被刻在復活節的巴斯卦蠟燭上。